# Max Gossner

Max Gossner

Max Gossner (* 25. August 1894 in Weilheim; † 5. April 1973 in Haar) war ein deutscher Offizier, Jagdflieger im Ersten Weltkrieg sowie Ausbilder im Zweiten Weltkrieg.

## Leben
Gossner wuchs in Rosenheim auf, besuchte das Gymnasium bis zur Mittleren Reife und machte eine landwirtschaftliche Lehre auf verschiedenen oberbayerischen Gütern. 1913 trat er als Einjährig-Freiwilliger in das Infanterie-Leib-Regiment der Bayerischen Armee in München ein und zog 1914 in den Ersten Weltkrieg. 1915 meldete er sich zur Fliegertruppe. Gossner war 1917 in der Kampfstaffel 31 (später umbenannt in Schutzstaffel 22 b) als Beobachter, in der Jagdstaffel 16, sowie 1918 in der Jagdstaffel 23 und in der Jagdstaffel 77 b als Flugzeugführer aktiv. Bis zum Kriegsende errang er acht Luftsiege und erhielt als Leutnant und Jagdstaffelführer beide Klassen des Eisernen Kreuzes. Er wurde zwei Mal in seinem Jagdflugzeug abgeschossen und dabei leicht verwundet.
Nach dem Krieg holte Gossner das Abitur nach und studierte Landwirtschaft in Weihenstephan. Neben seiner Tätigkeit als Landwirtschaftsrat in Rosenheim arbeitete er an einer Dissertation über Ansaatwiesen im Voralpengebiet (Abschluss 1932).
1934 meldete er sich zur neuen Luftwaffe und wurde als Hauptmann reaktiviert. Dabei wurde Gossner zunächst in Blaubeuren und Giebelstadt ausgebildet. Danach baute er am Fliegerhorst in Schwäbisch Hall-Hessental eine Fliegergruppe auf.
Im Zweiten Weltkrieg wurde er zum Oberst befördert und einige Monate im Russlandfeldzug eingesetzt.
Aus fachlichen Gründen (Nachtblindheit) riet er 1938 davon ab, einen Neffen von Göring zum Piloten auszubilden und wurde daraufhin nach Guben abkommandiert. Als Leiter von Flugzeugführerschulen (A/B und C) bildete er Jagdflieger aus; der bekannteste war Hauptmann Marseille.
Nach dem Krieg wurde er bei der Entnazifizierung als Militarist eingestuft und konnte erst 1951 wieder als Landwirtschaftsrat in den Staatsdienst treten. Bei seiner Pensionierung war er Ministerialrat.